# راسيل إرفينغ
راسيل إرفينغ (بالإنجليزية: Russell Irving)‏ هو لاعب كرة قدم بريطاني، ولد في 4 يناير 1964 في Wallsend ‏ في المملكة المتحدة. لعب مع إيبسويتش تاون وكولتشستر يونايتد.